# Быховский, Анатолий Авраамович
Анатолий Авраамович Быховский (род. 30 апреля 1934, Ижевск, Удмуртская автономная область, РСФСР, СССР) — советский и российский шахматист, международный мастер (1982). Заслуженный тренер СССР (1975), старший тренер молодёжной сборной команды СССР и Российской Федерации (1967—1992), председатель тренерского совета Российской шахматной федерации (2003—2013), старший тренер ФИДЕ (2010). Международный арбитр (1993). По профессии — инженер.

## Биография
Родился 30 апреля 1934 года в Ижевске, где его отец Абрам (Авраам) Исаевич Быховский работал директором крупнейшего в стране оружейного завода № 180. В школу пошёл в Перми. С 1944 с матерью и сестрой переехал в Москву, где Анатолий начал заниматься шахматами в городском Доме пионеров на улице Стопани. В школьные годы играл за сборную Москвы во всесоюзных соревнованиях. В 1956 окончил МВТУ им. Баумана, получил распределение в закрытый НИИ в Сокольниках, связанный с космическим приборостроением.
В 1963 стал чемпионом Москвы. С 1967 года, работая в Спорткомитете СССР (позднее — в Госкомспорте) старшим тренером молодёжной сборной СССР и России, занимается главным делом своей жизни — подготовкой сильнейших молодых шахматистов страны. Был автором идеи и организатором массовых детских всесоюзных соревнований «Белая ладья» и турниров Дворцов пионеров. С 2003 по 2013 год, как самый многоопытный, авторитетный и результативный шахматный наставник страны, возглавлял тренерский совет Российской шахматной федерации.. Несмотря на ответственные должности, являл собой образец шахматного дипломата, всегда сохранял личные дружеские отношения с выдающимися шахматистами, находившимися в противоборстве, в том числе — Анатолием Карповым и Гарри Каспаровым.
Чемпион Москвы (1963). Участник 33-го чемпионата СССР (1965) — 10-12-е место. Международные турниры: Москва (1962) — 7-11-е; Белград (1963) — 4-е; Кисловодск (1964) — 9-10-е; Белград (1967) — 3-4-е; Реджо-нель-Эмилия (1978/1979 и 1981/1982) — 2-е и 3-е места.
За достижения в области шахмат награждён орденом «Знак Почёта» (1981).
Активный участник ветеранских соревнований.
В 2015 году был главным судьёй суперфинала мужского и женского чемпионата России по шахматам в Чите.

## Изменения рейтинга
| Графики недоступны из-за технических проблем. См. информацию на Фабрикаторе и на mediawiki.org. |

## Семья
Анатолий Быховский, в молодости известный плейбой, близкий к столичной творческой богеме, дружил с Владимиром Корниловым, Леонидом Зориным, Олегом Далем, Андреем Мягковым, Борисом Спасским. Женился первый раз в 45 лет, его жену зовут Галина, менеджер компании Unilever. Супруги имеют сына Всеволода (род. 1979), работает в банке. Внучка Алиса (род. 2013).

## Награды
- Орден Почёта (17 августа 2024 года) — за большой вклад в развитие и популяризацию шахматного спорта[5].

## Факты
- Занимая на протяжении 25 лет ответственные должности в советском спортивном ведомстве и возглавляя молодёжную сборную СССР, Анатолий Быховский никогда не состоял в КПСС.